# Municipio XVI
Municipio XVI is een stadsdeel met ongeveer 140.000 inwoners in het westen van de stad Rome.

## Onderverdeling
Colli Portuensi, Buon Pastore, Pisana, Gianicolense, Massimina, Pantano di Grano, Villa Pamphili